# 철도 사고

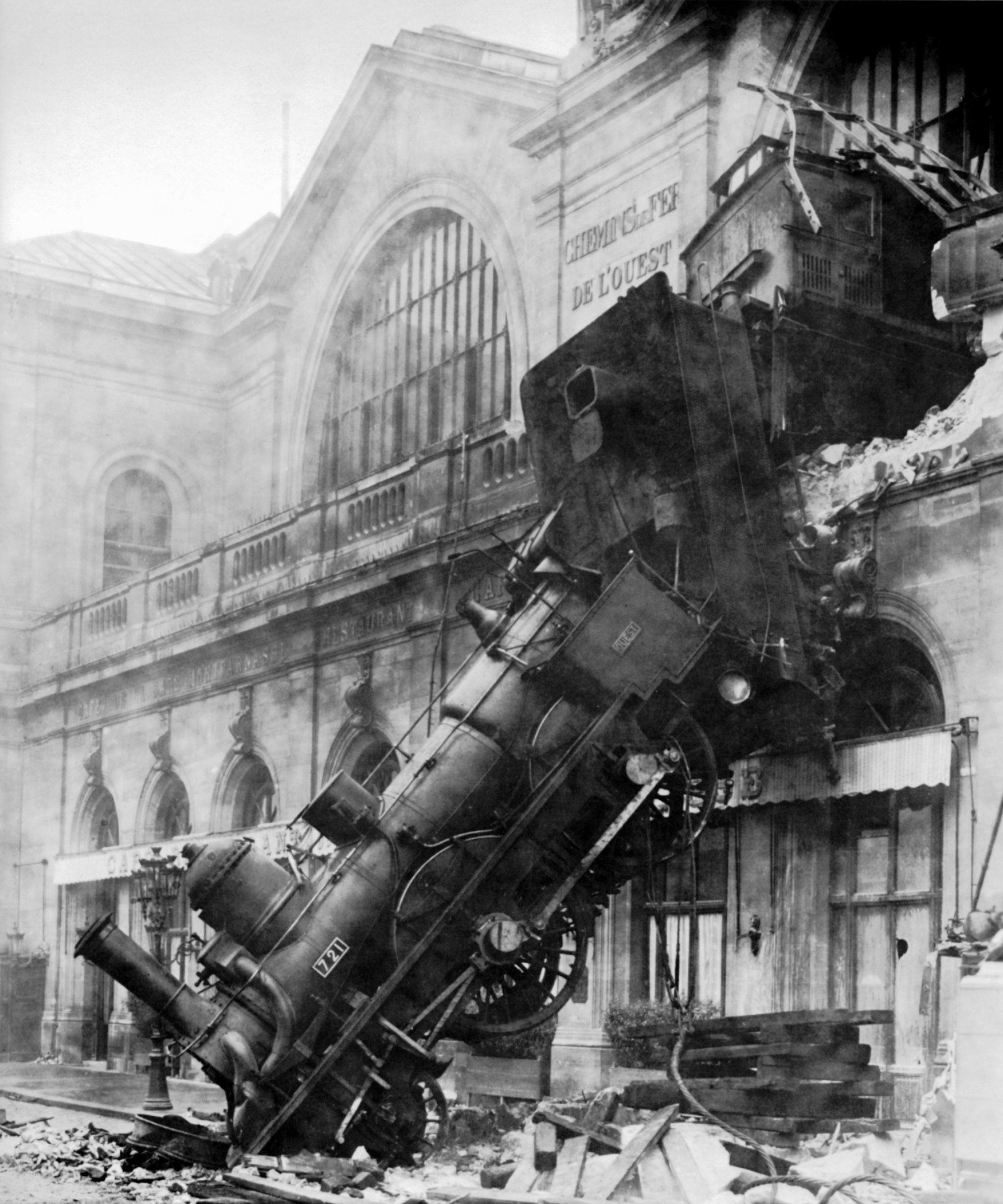

철도 사고(鐵道事故)는 철도 차량의 운행 중에 발생하는 사고를 말한다. 보통 철도 사고라고 하는 경우 차량의 탈선이나 충돌, 손상, 화재 등 인명피해를 동반할 수 있는 사고를 가리킨다. 철도는 사람이나 물자를 대량으로 운송하고, 또한 질량이 크고 속도가 빠르기 때문에, 철도 사고가 일어나면 철도 운영자와 이용자 뿐 아니라 주변까지 큰 피해를 끼치는 경우가 많다.

## 유형
철도 사고는 그 발생 원인과 양상에 따라 다음의 유형을 들 수 있다.
- 충돌·추돌
  - 열차 끼리의 충돌
  - 다른 물체와의 충돌
    - 건널목 사고
    - 공중 사상 사고
- 화재
  - 방화
  - 실화
- 탈선
  - 궤도 이탈
  - 추락
  - 전복

한국철도에서는 운전사고를 1종 ·2종 ·3종으로 분류하고 있다.
1종사고는 자체 내의 취급 부주의로 인하여 차량/시설이나 인명 피해를 가져오는 사고를 말하며, 다음과 같은 유형으로 분류된다.
- 1종사고
  - 열차충돌
  - 열차접촉
  - 열차탈선
  - 차량충돌
  - 차량접촉
  - 차량탈선
  - 차량화재

2종사고는 취급과정에서 규정에 위반된 운전취급 및 과오가 존재하였으나 그로 인해 인적/물적 피해는 발생하지 않은 사고를 말한다.
- 2종사고
  - 열차분리
  - 차량일주
  - 이선집입
  - 폐색취급위반
  - 신호취급위반
  - 위법운전
  - 정지위치 실당

3종사고는 취급자 외의 요인 또는 차량이나 시설물의 고장 등으로 인하여 열차운행에 지장을 가져온 경우를 말한다.
- 3종사고
  - 열차방해
  - 선로장애
  - 송전고장
  - 열차퇴행
  - 사상
  - 열차지연
  - 하붕
  - 열차정지
  - 선로파손
  - 건조물손상

## 같이 보기
- 크래시 앳 크러시
- 분류:철도 사고로 죽은 사람